# Mike Nicol
Pour les articles homonymes, voir Nicol.
Mike Nicol, né en 1951 au Cap, est un écrivain et journaliste sud-africain.

## Biographie
Après avoir terminé ses études à Johannesbourg, Mike Nicol travaille comme journaliste pour le magazine Leadership. En 1978, il publie Among the Souvenirs, un recueils de poèmes qui remporte le Prix Ingrid-Jonker 1979.
À la fin des années 1980, il se lance avec succès dans le roman, puis aborde en 2006 le roman policier pour devenir l'un des auteurs majeurs du polar sud-africain avec Deon Meyer et Roger Smith,,,.

## Œuvre

### Poésie
- (en) Among the Souvenirs, 1978Prix Ingrid-Jonker 1979
- (en) This Sad Place, 1993

### Romans
- La Loi du capitaine, Seuil, coll. « Cadre Vert », 1991 ((en) The Powers That Be, 1989), trad. Catherine Glenn-Lauga, 283 p.  (ISBN 2-02-012910-8)
- Le Temps du prophète, Seuil, coll. « Cadre Vert », 1993 ((en) This Day and Age, 1992), trad. Catherine Glenn-Lauga, 346 p.  (ISBN 2-02-013660-0)
- Le Cavalier, Seuil, coll. « Cadre Vert », 1998 ((en) Horseman, 1994), trad. Catherine Glenn-Lauga, 301 p.  (ISBN 2-02-024803-4)
- La Tapisserie à l'ibis, Seuil, coll. « Cadre Vert », 2004 ((en) The Ibis Tapestry, 1998), trad. Catherine Lauga du Plessis, 268 p.  (ISBN 2-02-031186-0)

### Romans policiers

#### SérieVengeance(Revenge)
1. La Dette[6], Ombres noires, 2013 ((en) Payback, 2008), trad. Estelle Roudet, 554 p.  (ISBN 978-2-08-127793-9)
2. Killer Country, Ombres noires, 2014 ((en) Killer Country, 2010), trad. Estelle Roudet, 535 p.  (ISBN 978-2-0812-7794-6)
3. (en) Black Heart[7], 2011

#### SérieFish Pescado et Vicky Kahn(PI Fish Pescado and Vicki Kahn)
- Du sang sur l'arc-en-ciel, Seuil, coll. « Seuil policiers », 2015 ((en) Of Cops & Robbers, 2013), trad. Jean Esch, 496 p.  (ISBN 978-2-02-123078-9)
- L’Agence, Gallimard, coll. « Série noire », 2019 ((en) Agents of the State, 2019), trad. Jean Esch, 560 p.  (ISBN 978-2-072828-676)Réédition, Gallimard, coll. « Folio policier » no 953, 2022, 560 p. (ISBN 978-2-07-292292-3)
- Infiltrée, Gallimard, coll. « Série noire », 2022 ((en) Sleeper, 2018), trad. Jean Esch, 576 p.  (ISBN 978-2-07-290598-8)[8], Sélection Grand Prix de littérature policière 2022[9]
- Rabbit Hole, Gallimard, coll. « Série noire » ((en) The Rabbit Hole[10], 2021)

#### Autres romans policiers
- (en) Out to Score, 2006Écrit avec Joanne Hichens.
- Power Play, Seuil, coll. « Seuil policiers », 2018 ((en) Power Play, 2015), trad. Jean Esch, 384 p.  (ISBN 978-2-02-130378-0)

### Nouvelle
- (en) Bra Henry, 1997

### Essais
- (en) A Good-Looking Corpse, 1991
- (en) A Waiting Country. A South African Witness, 1994
- (en) The Invisible Line. The Life and Photography of Ken Oosterbroek, 2000
- (en) Sea-Mountain, Fire City. Living in Cape Town at the Turn of the 20th Century, 2001
- (en) The Firm: a Biography of Webber Wentzel Bowens, 2006
- Mandela. Le Portrait autorisé, Acropole, 2006 ((en) Mandela. The Authorised Portrait, 2006), 355 p.  (ISBN 2-7357-0260-X)
- (en) John Lennon – Imagine, 2008
- (en) Monkey Business. The Murder of Anni Dewani – the facts, the fiction, the spin, 2011
- (en) Mandela. Celebrating the Legacy, 2013

### Ouvrages de littérature d'enfance et de jeunesse
- (en) Africana Animals, 1982
- (en) What Daddy Loves, 2003Écrit avec Jerry Smath.